# Psaume 57 (56)

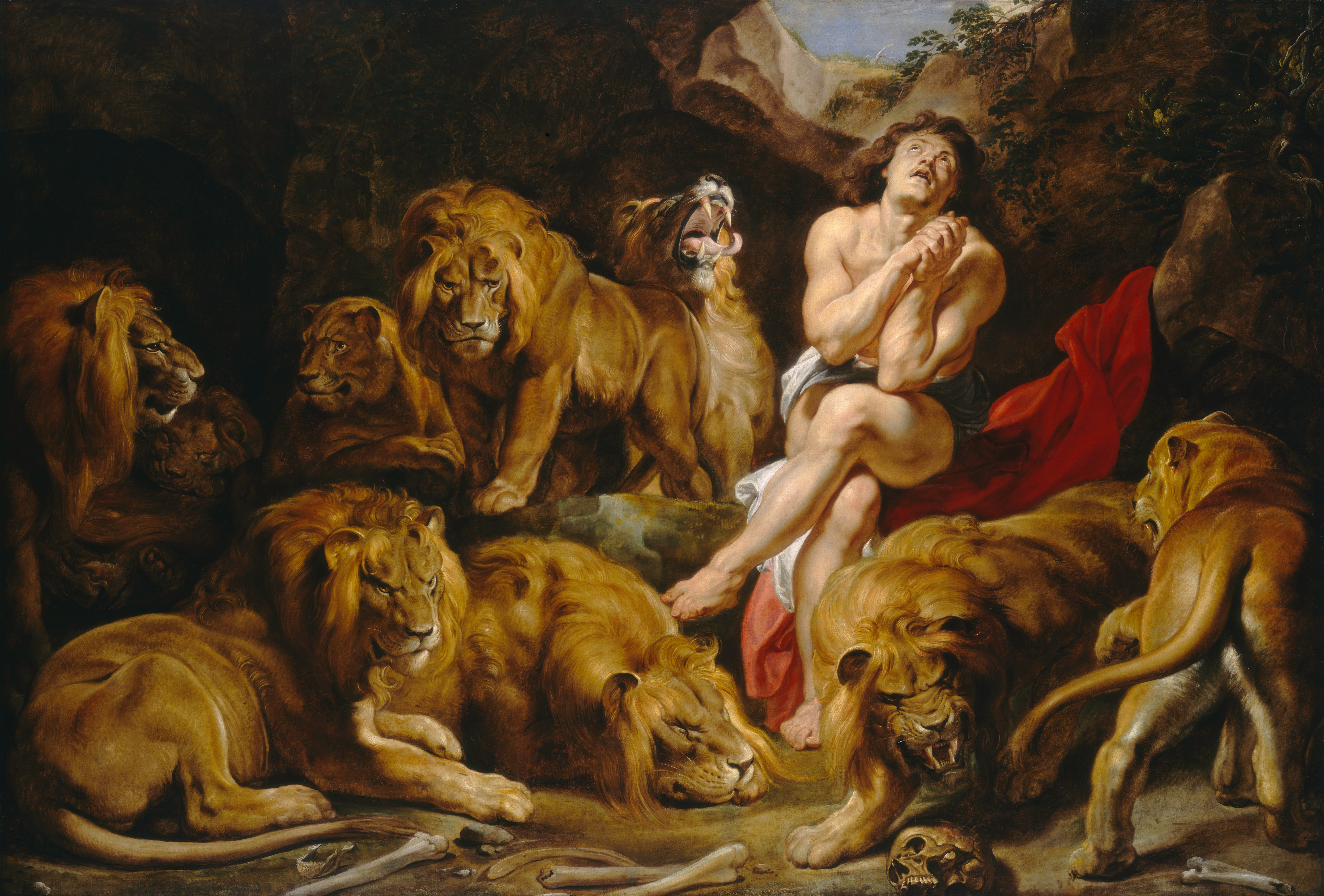
Le verset 5 du psaume 57 évoque un épisode biblique plus tardif : Daniel dans la fosse aux Lions.

Le psaume 57 (56 dans la numérotation grecque) est attribué à David. Les didascalies l’associent à l’épisode où David, poursuivi par Saül, se cache dans une grotte et a l’occasion de le tuer. Le psalmiste est dans un péril extrême, dont il échappe miraculeusement. Cela suscite en lui une louange finale.

## Texte
| verset | original hébreu                                                           | traduction française de Louis Segond | Vulgate latine |
| ------ | ------------------------------------------------------------------------- | --- | --- |
| 1      | לַמְנַצֵּחַ אַל-תַּשְׁחֵת, לְדָוִד מִכְתָּם-- בְּבָרְחוֹ מִפְּנֵי-שָׁאוּל, בַּמְּעָרָה                         | [Au chef des chantres. Ne détruis pas. Hymne de David. Lorsqu’il se réfugia dans la caverne, poursuivi par Saül.]                                                                                 | [In finem ne disperdas David in tituli inscriptione cum fugeret a facie Saul in spelunca]                                                       |
| 2      | חָנֵּנִי אֱלֹהִים, חָנֵּנִי-- כִּי בְךָ, חָסָיָה נַפְשִׁי:וּבְצֵל-כְּנָפֶיךָ אֶחְסֶה-- עַד, יַעֲבֹר הַוּוֹת       | Aie pitié de moi, ô Dieu, aie pitié de moi ! Car en toi mon âme cherche un refuge ; je cherche un refuge à l’ombre de tes ailes, jusqu’à ce que les calamités soient passées.                     | Miserere mei Deus miserere mei quoniam in te confidit anima mea et in umbra alarum tuarum sperabo donec transeat iniquitas                      |
| 3      | אֶקְרָא, לֵאלֹהִים עֶלְיוֹן; לָאֵל, גֹּמֵר עָלָי                                          | Je crie au Dieu Très-Haut, au Dieu qui agit en ma faveur. | Clamabo ad Deum altissimum Deum qui benefecit mihi                                                                                              |
| 4      | יִשְׁלַח מִשָּׁמַיִם, וְיוֹשִׁיעֵנִי-- חֵרֵף שֹׁאֲפִי סֶלָה;יִשְׁלַח אֱלֹהִים, חַסְדּוֹ וַאֲמִתּוֹ                | Il m’enverra du ciel le salut, tandis que mon persécuteur se répand en outrages ; [Pause] Dieu enverra sa bonté et sa fidélité.                                                                   | misit de caelo et liberavit me dedit in obprobrium conculcantes me [diapsalma] Misit Deus misericordiam suam et veritatem suam                  |
| 5      | נַפְשִׁי, בְּתוֹךְ לְבָאִם-- אֶשְׁכְּבָה לֹהֲטִים:בְּנֵי-אָדָם--שִׁנֵּיהֶם, חֲנִית וְחִצִּים; וּלְשׁוֹנָם, חֶרֶב חַדָּה | Mon âme est parmi des lions ; je suis couché au milieu de gens qui vomissent la flamme, au milieu d’hommes qui ont pour dents la lance et les flèches, et dont la langue est un glaive tranchant. | Et eripuit animam meam de medio catulorum leonum dormivi conturbatus filii hominum dentes eorum arma et sagittae et lingua eorum gladius acutus |
| 6      | רוּמָה עַל-הַשָּׁמַיִם אֱלֹהִים; עַל כָּל-הָאָרֶץ כְּבוֹדֶךָ                                     | Élève-toi sur les cieux, ô Dieu ! Que ta gloire soit sur toute la terre ! | Exaltare super caelos Deus et in omnem terram gloria tua                                                                                        |
| 7      | רֶשֶׁת, הֵכִינוּ לִפְעָמַי-- כָּפַף נַפְשִׁי:כָּרוּ לְפָנַי שִׁיחָה; נָפְלוּ בְתוֹכָהּ סֶלָה                 | Ils avaient tendu un filet sous mes pas : mon âme se courbait ; ils avaient creusé une fosse devant moi : Ils y sont tombés. [Pause]                                                              | Laqueum paraverunt pedibus meis et incurvaverunt animam meam foderunt ante faciem meam foveam et inciderunt in eam [diapsalma]                  |
| 8      | נָכוֹן לִבִּי אֱלֹהִים, נָכוֹן לִבִּי; אָשִׁירָה, וַאֲזַמֵּרָה                                   | Mon cœur est affermi, ô Dieu ! mon cœur est affermi ; je chanterai, je ferai retentir mes instruments.                                                                                            | Paratum cor meum Deus paratum cor meum cantabo et psalmum dicam                                                                                 |
| 9      | עוּרָה כְבוֹדִי--עוּרָה, הַנֵּבֶל וְכִנּוֹר; אָעִירָה שָּׁחַר                                   | Réveille-toi, mon âme ! réveillez-vous, mon luth et ma harpe ! Je réveillerai l’aurore. | Exsurge gloria mea exsurge psalterium et cithara exsurgam diluculo                                                                              |
| 10     | אוֹדְךָ בָעַמִּים אֲדֹנָי; אֲזַמֶּרְךָ, בַּלְאֻמִּים                                            | Je te louerai parmi les peuples, Seigneur ! Je te chanterai parmi les nations. | Confitebor tibi in populis Domine psalmum dicam tibi in gentibus                                                                                |
| 11     | כִּי-גָדֹל עַד-שָׁמַיִם חַסְדֶּךָ; וְעַד-שְׁחָקִים אֲמִתֶּךָ                                       | Car ta bonté atteint jusqu’aux cieux, et ta fidélité jusqu’aux nues. | Quoniam magnificata est usque ad caelos misericordia tua et usque ad nubes veritas tua                                                          |
| 12     | רוּמָה עַל-שָׁמַיִם אֱלֹהִים; עַל כָּל-הָאָרֶץ כְּבוֹדֶךָ                                      | Élève-toi sur les cieux, ô Dieu ! Que ta gloire soit sur toute la terre ! | Exaltare super caelos Deus et super omnem terram gloria tua                                                                                     |

## Usages liturgiques

### Dans le christianisme

#### Chez les catholiques
Traditionnellement, ce psaume était récité ou chanté lors de l'office aux laudes du mardi, d'après la règle de saint Benoît fixée vers 530 (chapitre XIII). Auprès d'un certain nombre de monastères, cette tradition en latin se concerve encore.
Dans la liturgie des Heures actuelle, le psaume 57 est récité ou chanté le jeudi de la première semaine aux laudes et le jeudi de la deuxième semaine à l’office du milieu du jour.

## Mise en musique
- En 1685, Michel-Richard de Lalande composa son grand motet Miserere mei Deus, quoniam in te confidet (S.15), pour les offices célébrés par le roi Louis XIV à la chapelle royale du château de Versailles.